# أبو مهند السويداوي
عدنان لطيف حميد السويداوي الدليمي، المعروف باسم أبو مهند السويداوي أو أبو أيمن العراقي قيادي بارز في تنظيم القاعدة في العراق ثم تنظيم الدولة الإسلامية (داعش) وارتبط اسمه بغزوة أبو مهند السويداوي بمعركة الرمادي التي أحكم من خلالها تنظيم الدولة سيطرته على الرمادي، وبرز كقائد عسكري ذي خبرة بحكم عمله السابق كضابط بالجيش العراقي، مما أهله لقيادة كتيبة في معركة الفلوجة الأولى، بتكليف مباشر من أبي مصعب الزرقاوي.

## نبذة
أبو مهند السويداوي من مواليد مدينة الرمادي واسمه الحقيقي هو إسماعيل لطيف السويداوي، ينتمي إلى عشيرة البوسودة التابعة لعشائر الدليم في محافظة الأنبار.
كان ضابطا برتبة مقدم في الجيش العراقي في عهد صدام حسين، قبل ان ينتمي للجماعات المسلحة بعد الغزو الأمريكي للعراق.
يحمل السويداوي أسماء والقاب مختلفة منها حجي داوود أو الدليمي ويعتبر من أوائل المنخرطين ضمن الفصائل المسلحة التي قاتلت القوات الأمريكية عام 2003.
التحق السويداوي بصفوف تنظيم القاعدة في العراق خلال بروزه في العراق عام 2004، ولديه ارتباط مباشر مع زعيم تنظيم القاعدة أبو مصعب الزرقاوي. وتولى مهام قتالية عقب ذلك مع تنظيم الدولة الإسلامية (داعش) في عدة مدن في محافظة الانبار أبرزها الرمادي والفلوجة.
وتولى منصب الأمير العسكري لولاية الأنبار.
عرف عن أبي مهند صلته الوثيقة منذ فترة طفولتة مع القيادي في داعش عدنان إسماعيل نجم، الملقب بأبو عبد الرحمن البيلاوي.

## مقتله
قتل أبو مهند السويداوي في 7 نوفمبر من عام 2014م في غارة جوية لقوات التحالف الدولي في العراق إثر قصف مواقع لتنظيم الدولة الإسلامية بقضاء القائم، 350 كم غربي الأنبار.